# 小行星4088
小行星4088（4088 Baggesen）是一颗绕太阳运转的小行星，为主小行星带小行星。该小行星于1986年4月3日发现。

## 轨道参数
小行星4088的轨道半长轴为2.4450015 UA，离心率为0.057。
| 前一小行星： 小行星4087 | 小行星列表 | 後一小行星： 小行星4089 |